# La Mariola
La Mariola es un barrio de Lérida, ubicado al oeste del casco urbano. Durante los años 1960 se desarrolló considerablemente con la llegada de numerosas familias provenientes del sur de España. El régimen franquista construyó varios polígonos de vivienda de protección oficial, siendo el Grupo Príncipe Juan Carlos más conocido como Bloques Juan Carlos, uno de los más conocidos (su nombre se debe de cuando el rey Juan Carlos I de España todavía era príncipe).
El 2004 fue incluido dentro del Programa de barrios y áreas urbanas de atención especial de la Generalidad de Cataluña, también llamado Plan de barrios.

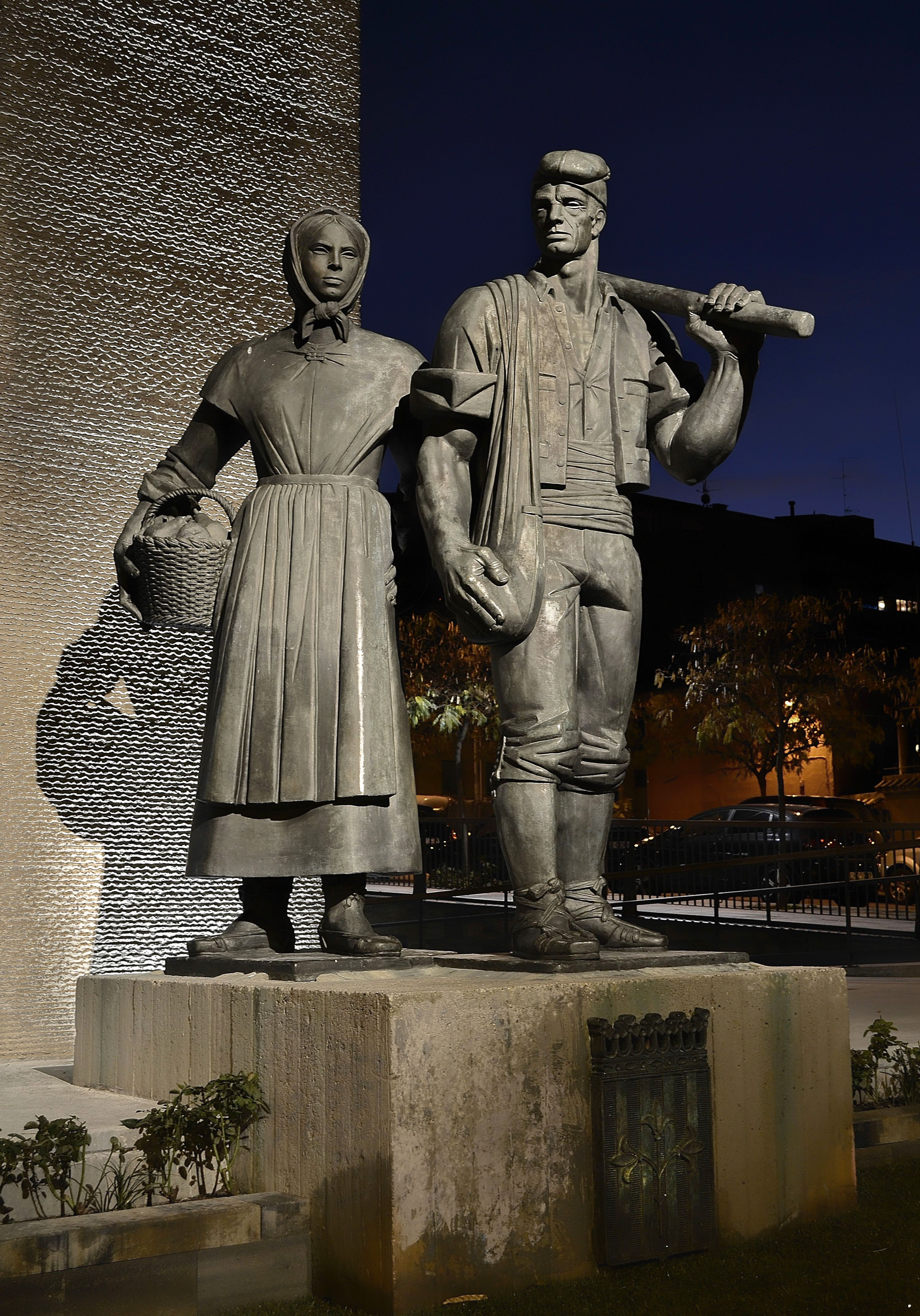
Inspirado en el Labrador de Logroño, este monumento está ubicado en el barrio de la Mariola

En el año 2008 tenía 11 854 habitantes.